# Иванченко, Олеся Евгеньевна
Оле́ся Евге́ньевна Ива́нченко (род. 25 августа 1995 года, Калужская) — российская юмористка, стендап-комик, ютубер и астролог. Ведущая шоу «Натальная карта» и «Быстрые свидания» в VK Видео.

## Биография

### Ранние годы
Родилась 25 августа 1995 года в станице Калужская Краснодарского края, Россия.
В 2012 году окончила школу № 23 с золотой медалью и поступила в Кубанский государственный университет на факультет истории, социологии и международных отношений. Паралелльно учёбе девушка играла в студенческом КВН.

### Карьера
С 2015 по 2017 год вместе с командой «Планета Сочи» выступала в телевизионной Премьер-лиге КВН, а также попала в четвертьфинал Международной лиги в Минске и в финал Центральной Краснодарской лиги.
В 2020 году участвовала в «Comedy Баттл», но выбыла во втором раунде. В том же году стала одной из ведущих шоу «Больно смешно» на YouTube-канале «Женский комедийный». В 2021 году девушка участвовала в проекте «Игра» на ТНТ в составе команды «Женская сборная».
Массовую популярность получила в 2023 году после выхода Youtube-шоу «Натальная карта», где девушка совместно с комиком Дмитрием Журавлёвым разбирают натальную карту различных знаменитых гостей. С 2024 года шоу выходит в VK Видео.
В 2024 году победила в рейтинге «30 до 30» в номинации «Новые медиа» от журнала Forbes.

## Личная жизнь
С 2023 года встречается с комиком и импровизатором Максимом Зайцем (Загайский).

## Награды и номинации
| Год  | Премия | Номинация  | Результат | Ист.  |
| ---- | ------ | ---------- | --------- | ----- |
| 2024 | Forbes | «30 до 30» | Победа    | [ 1 ] |